# Fattigmyr

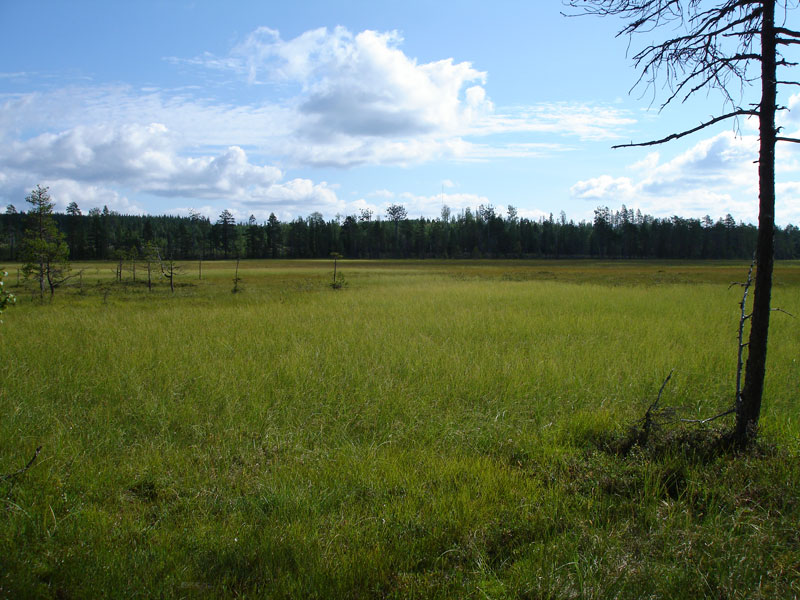
Fattigmyr (fattigkärr), i förgrunden dominerat av trådstarr. Stormyran SV om Stenberg i Nordmalings kommun.

En fattigmyr är en trädlös, mineralfattig myr med lågt pH-värde. Ordet kan användas som en svenskspråkig motsvarighet till den finskspråkiga termen neva, en av de fyra huvudtyperna i den finländska myrtypsklassificering som utvecklades av A.K. Cajander.

## Fattigmossar och fattigkärr
Neva används om öppna, mineralfattiga myrar av olika slag, både om fattigmossar (en mosse är en myr som endast får sitt vatten från nederbörden) och om fattigkärr (ett kärr är en myr som även får vatten från omgivande mark). Typiskt är i stället att bottenskiktet domineras av vitmossor. I fältskiktet förekommer framför allt graminider.
De indelas i bland annat följande undertyper, som i stort sett följer Vegetationstyper i Norden:

### Fattigmossar
- fuscum-mosse (rahkaneva) [1]
- lågstarrmosse (lyhytkorsineva) [1]
- höljemosse (kuljuneva) [1]

### Fattigkärr
- papillosum-fattigkärr (kalvakkaneva)
- starr-fattigkärr (saraneva)[1]
- flark-fattigkärr (rimpineva)[1]
- örtrikt fattigkärr (ruohoinen saraneva) [1]
- rikkärrsartat fattigkärr (lettoneva) [1]
- mad-fattigkärr (luhtaneva) [1]

Ovanstående indelning används av botanister. Inom den finländska skogsnäringen är terminologin en annan. De trädlösa, mineralfattiga myrarna benämns då mossar, oberoende av om de försörjs av vatten från omgivningarna eller bara från nederbörden.

## Övriga huvudtyper
De andra tre huvudtyperna i Cajanders myrklassificering är:
- rikkärr (letto)
- tallmyr  (räme)
- skogskärr (korpi)